# Bouches-de-l'Yssel
Pour les articles homonymes, voir Bouches et IJssel (homonymie).
1811–1814
Entités précédentes :
- Royaume de Hollande :
- (Département d'Overijssel)

Entités suivantes :
- Royaume des Pays-Bas :
- (Province d'Overijssel)

Les Bouches-de-l'Yssel (en néerlandais : Monden van de IJssel) sont un ancien département français du Premier Empire, créé en 1811, dont le chef-lieu était Zwolle. Il lui a été attribué le numéro 120 dans la liste des 130 départements français de 1811

## Histoire
Le département est créé le 1er janvier 1811 par un décret du 13 septembre 1810, à la suite de l'annexion du royaume de Hollande le 9 juillet 1810 et fait référence aux embouchures de la rivière IJssel. Il succède au département hollandais de l'Yssel (ou Over-Yssel).
Il est officiellement supprimé par le traité de Paris en mai 1814. Il correspond à l'actuelle province d'Overijssel.

## Géographie

### Subdivisions

Carte de la région indiquant sa division en départements et les Bouches-de-l'Yssel en rouge.

Le chef-lieu des Bouches-de-l'Yssel était Zwolle. Le département était subdivisé en trois arrondissements par décret du 21 octobre 1811, :
- Zwolle : cantons : Hasselt, Campen, Steenwick, Vollenhove et Zwolle
- Almélo (Almelo) : cantons : Almélo (Almelo), Delden, Enschède, Goor, Oldensael (Oldenzaal) et Ootmarsum
- Déventer : cantons : Déventer, Hardenberghe (Hardenberg), Ommen et Raëlte

## Administration

### Liste des préfets
| Période                 | Période | Identité               | Fonction précédente | Observation |
| ----------------------- | ------- | ---------------------- | --- | --- |
| 13 décembre 1810        | 1813    | Pierre Hofstède        | Landdrost (Gouverneur) d'Overijssel | destitué Gouverneur civil de la province de Drenthe                                                                                        |
| 12 mars 1813            | 1813    | Johannes ter Pelkwijk  | Conseiller de préfecture | Préfet ad interim |
| nomination 12 mars 1813 | 1814    | Charles Gérard Hultman | Substitut-greffier de la cour d'Arnhem Directeur général des Arts et des Sciences (Royaume de Hollande) Préfet du Maasland Préfet du Vaucluse | Conseiller d'État (Royaume des Pays-Bas) Chevalier de l'Ordre du Lion néerlandais Gouverneur civil de la province de Brabant-Septentrional |